# Rynárec
Rynárec – gmina w Czechach, w powiecie Pelhřimov, w kraju Wysoczyna. 1 stycznia 2014 liczyła 580 mieszkańców.